# 2020 en rugby à XV
Cette page présente les faits marquants de l'année 2020 en rugby à XV : les principales compétitions et événements liés au rugby à XV et rugby à sept ainsi que les décès de grandes personnalités de ces sports.

## Principales compétitions
- Coupe d'Europe (du 15 novembre 2019 au 23 mai 2020)
- Challenge européen (du novembre 2019 au mai 2020)
- Championnat d'Angleterre (du 18 octobre 2019 au 20 juin 2020)
- Championnat de France (du 24 août 2019 au 26 juin 2020)
- Pro14 (du 27 septembre 2019 au 20 juin 2020)
- Coupe d'Angleterre (du ? 2019 au ? 2020)
- Super Rugby (du 15 février 2019 au 6 juillet 2019)
- Currie Cup (du ? août au ? octobre 2020)
- Mitre 10 Cup (du ? au ? 2020)
- The Rugby Championship (du 21 juillet au 11 août 2019)
- Tournoi des Six Nations (du 1er février au 31 octobre 2020) (Traditionnellement tenue en février et mars, la compétition s'achève exceptionnellement fin octobre afin de jouer un match de la 4e journée et l'intégralité de la 5e journée après une longue interruption causée par la pandémie de Covid-19.)
- Coupe des nations d'automne (du 13 novembre au 6 décembre 2020)

## Événements

### Janvier
- 18 janvier : Déjà sanctionnés en novembre dernier de 35 points de pénalité au classement de la Premiership et de 6 millions d'euros d'amende pour avoir triché sur la règle du Salary Cap, les Saracens, champions d'Europe et d'Angleterre en titre, sont une nouvelle fois sanctionnés, cette fois par une relégation administrative en RFU Championship en fin de saison, pour ne s'être toujours pas mis en conformité avant la mi-janvier comme demandé préalablement[1].

### Septembre
- 12 septembre : Le Leinster  remporte le Pro14 après s'être imposé en finale 27-5 face à l'Ulster.

### Octobre
- 3 octobre : Bernard Laporte est réélu à présidence de la Fédération Française de Rugby pour un second mandat avec 51,47% des suffrages contre 48,53% pour son opposant Florian Grill[2].
- 16 octobre : Bristol bat le RC Toulon 32-19 au Stade Maurice-David de Aix-en-Provence et décroche pour la 1re fois le trophée de la Challenge Cup.
- 17 octobre : Les Exeter Chiefs remportent la Champions Cup pour la première fois après avoir battu le Racing 92 sur le score de 31 à 27.
- 24 octobre : une semaine après leur titre européen, les Exeter Chiefs réalisent le doublé en étant sacrés champions d'Angleterre grâce à une victoire 19 à 13 face aux Wasps.
- 31 octobre : Le XV de la rose remporte le Tournoi des Six Nations grâce à une nouvelle victoire à Rome 34-5 face à l'Équipe d'Italie.

### Décembre
- 6 décembre : Finale de la Coupe d'automne des nations, au terme de 80 minutes de haut niveau qui se solde par un match nul 19-19, l'Angleterre parvient à s'imposait en prolongation sur la score de 22 à 19 face au XV de France grâce à la nouvelle règle de l'Extra time.
- 31 décembre : L'équipe de l'année votée par le quotidien "L'Équipe" fait la part belle aux joueurs de l'équipe de France qui font leur retour depuis 2012. L'équipe de l'année: M.Vunipola-Coles-Sincker-Le Roux-Itoje-Kremer-Hooper-Aldritt-Dupont-Mo'unga-May-Slade-Vakatawa-Clarke-Barrett[3].

## Décès
| - 1 janvier : décès à 89 ans de Michel Celaya, international français (50 sélections) et vainqueur à 5 reprises du Tournoi des Cinq Nations. - 7 janvier : décès à 85 ans de André Abadie, joueur de rugby à XV français (7 sélections) vainqueur du Grand Chelem en 1968. - 31 janvier : décès à 76 ans de Michel Billière, joueur de rugby à XV français - 29 février : décès à 85 ans de Arnaud Marquesuzaa, joueur de rugby à XV français - 7 mars : décès à 41 ans de Matthew Watkins, joueur de rugby à XV gallois - 15 mars : décès à 55 ans de Savenaca Aria, joueur de rugby à XV fidjien - 18 mars : décès à 90 ans de John Solomon, joueur de rugby à XV australien - 4 avril : décès à 73 ans de Doug Morgan, joueur de rugby à XV écossais - 12 avril : décès à 80 ans de Daniel Camiade, joueur de rugby à XV et de rugby à XIII français - 4 mai : décès à 76 ans de Alan Sutherland, joueur de rugby à XV néo-zélandais - 7 mai : décès à 58 ans de Steven Blackmore, joueur de rugby à XV gallois - 8 mai : décès à 89 ans de Georges Domercq, arbitre de rugby à XV français - 9 mai : décès à 89 ans de Robert Bru, entraîneur de rugby à XV français - 21 juin : décès à 90 ans de Dennis Young, joueur de rugby à XV néo-zélandais |  | - 7 juillet : décès à 64 ans de Gilbert Doucet, joueur de rugby à XV français - 11 juillet : décès à 91 ans de Jacques Mazoin, joueur de rugby à XV français - 18 juillet : décès à 43 ans de Alefoso Yalayalatabua, joueur de rugby à XV fidjien (10 sélections) - 21 juillet : décès à 69 ans de Mike Slemen, joueur de rugby à XV anglais (34 sélections) vainqueur du Grand Chelem en 1980 - 29 juillet : décès à 68 ans de Andy Haden, joueur de rugby à XV néo-zélandais (41 sélections) - 31 juillet : décès à 73 ans de André Darrieussecq, joueur de rugby à XV français - 4 octobre : décès à 43 ans de Jérôme Gendre, joueur de rugby à XV français - 29 octobre : décès à 72 ans de J. J. Williams, joueur de rugby à XV gallois (30 sélections) vainqueur a trois reprises du Tournoi des Cinq Nations. - 17 novembre : décès à 102 ans de Camille Bonnet, joueur de rugby à XV français - 19 novembre : décès à 79 ans de André Quilis, joueur de rugby à XV français - 22 novembre : décès à 93 ans de Ray Prosser, joueur de rugby à XV gallois - 24 novembre : décès à 48 ans de Christophe Dominici, joueur de rugby à XV français (67 sélections) finaliste de la coupe monde 1999 et vainqueur à cinq reprises du Tournoi des Six nations - 28 novembre : décès à 82 ans de Roger Fite, joueur de rugby à XV français - 14 décembre : décès à 74 ans de Jean-Pierre Lux, ancien international français de rugby à XV (47 sélections) et dirigeant de l'ERC pendant 15 ans - 20 décembre : décès à 75 ans de Jean-Louis Azarete, joueur de rugby à XV français - 21 décembre : décès à 77 ans de Jean-Louis Ugartemendia, joueur de rugby à XV français |